# Isla del Aire
Isla del Aire är en ö i Spanien.   Den ligger i regionen Balearerna, i den östra delen av landet, 700 km öster om huvudstaden Madrid. Arean är 0,40 kvadratkilometer.
Terrängen på Isla del Aire är mycket platt. Öns högsta punkt är 10 meter över havet. Den sträcker sig 0,6 kilometer i nord-sydlig riktning, och 1,3 kilometer i öst-västlig riktning.